# Милов, Павел Алексеевич
Павел Алексеевич Милов (1908—1994) — старший лейтенант Рабоче-крестьянской Красной Армии, участник Великой Отечественной войны, Герой Советского Союза (1945).

## Биография
Павел Милов родился 14 февраля 1908 года в селе Михайловское (ныне — Родниковский район Ивановской области). После окончания четырёх классов школы работал сначала в родительском хозяйстве, затем на ткацкой фабрике. В 1939 году Милов был призван на службу в Рабоче-крестьянскую Красную Армию. Участвовал в польском походе и советско-финской войны. В июне 1940 года был демобилизован, работал на родине в колхозе. В начале Великой Отечественной войны Милов повторно был призван в армию. С августа 1941 года — на её фронтах. В 1942 году окончил курсы младших лейтенантов.
К декабрю 1944 года старший лейтенант Павел Милов командовал ротой 1-го стрелкового полка 99-й стрелковой дивизии 23-го стрелкового корпуса 46-й армии 2-го Украинского фронта. Отличился во время освобождения Венгрии. 5 декабря 1944 года рота Милова переправилась через Дунай к югу от города Эрчи и захватила плацдарм на вражеском берегу. Во время переправы Милов был ранен, но успешно добрался до берега и умело руководил действиями своей роты во время захвата немецких траншей, в рукопашной схватке вновь получил ранение, но остался в строю. Под его руководством рота перерезала шоссе на Будапешт.
Указом Президиума Верховного Совета СССР от 24 марта 1945 года за «образцовое выполнение заданий командования и проявленные мужество и героизм в боях с немецкими захватчиками» гвардии старший лейтенант Павел Милов был удостоен высокого звания Героя Советского Союза с вручением ордена Ленина и медали «Золотая Звезда» за номером 4263.
За отличие при форсировании Дуная Указом от 24.03.1945 года Золотой Звездой Героя Советского Союза наградили ещё 14 воинов  из 2-го стрелкового батальона 1-го стрелкового полка старшего лейтенанта Забобонова Ивана Семеновича, в том числе: старшего лейтенанта Милова Павла Алексеевича, старшего лейтенанта Чубарова Алексея Кузьмича, лейтенанта Храпова Николая Константиновича, лейтенанта Колычева Олега Федосеевича, младшего лейтенанта Кутуева Рауфа Ибрагимовича, старшего сержанта Шарпило Петра Демьяновича, сержанта Ткаченко Ивана Васильевича, сержанта Полякова Николая Федотовича, рядового Зигуненко Ильи Ефимовича, рядового Остапенко Ивана Григорьевича, рядового Мележика Василия Афанасьевича, рядового Зубовича Константина Михайловича, рядового Трошкова Александра Даниловича...
Всего за время войны пять раз был ранен. В марте 1945 года получил тяжёлое ранение в ноги, после чего на фронт уже не вернулся, в октябре того же года был уволен в запас. Проживал и работал сначала на родине, затем в городе Родники Ивановской области. Умер 25 мая 1994 года, похоронен на городском кладбище Родников.
Был также награждён орденом Отечественной войны 1-й степени и рядом медалей.